# Конан-варвар (персонаж)
Ко́нан (англ. Conan) — персонаж творів американського письменника-фантаста Роберта Говарда, герой, чиї пригоди відбуваються в вигадану Хайборійську добу (приблизно 12 000 років тому). Конан — воїн із племені кімерійців, дуже сильний та вправний з різною зброєю, а також обізнаний і кмітливий. У своїх пригодах Конан подорожує величезними просторами тодішніх земель і потрапляє в різні фантастичні пригоди, з яких повсякчас виходить переможцем.
Говард написав кілька оповідань про Конана. Після Говарда ще кілька письменників повели далі пригоди цього героя. За мотивами оповідань про Конана малювали комікси, фільмували кіна та серіал.

## Прізвиська
В різних творах, а також стрічках, Конан має різні прізвиська, які уточнюють його походження. Також у деяких народів, з якими він стикався, присутні прізвиська їхніми мовами, що відображають певні його риси.
Здебільшого за прізвиська використовуються:
- Конан Варвар — його позначення з точки зору більш розвинених народів;
- Конан Кімерієць (Конан з Химерії) — його позначення, за походженням з народу кімерійців та взагалі з Кімерії.

## Особистість

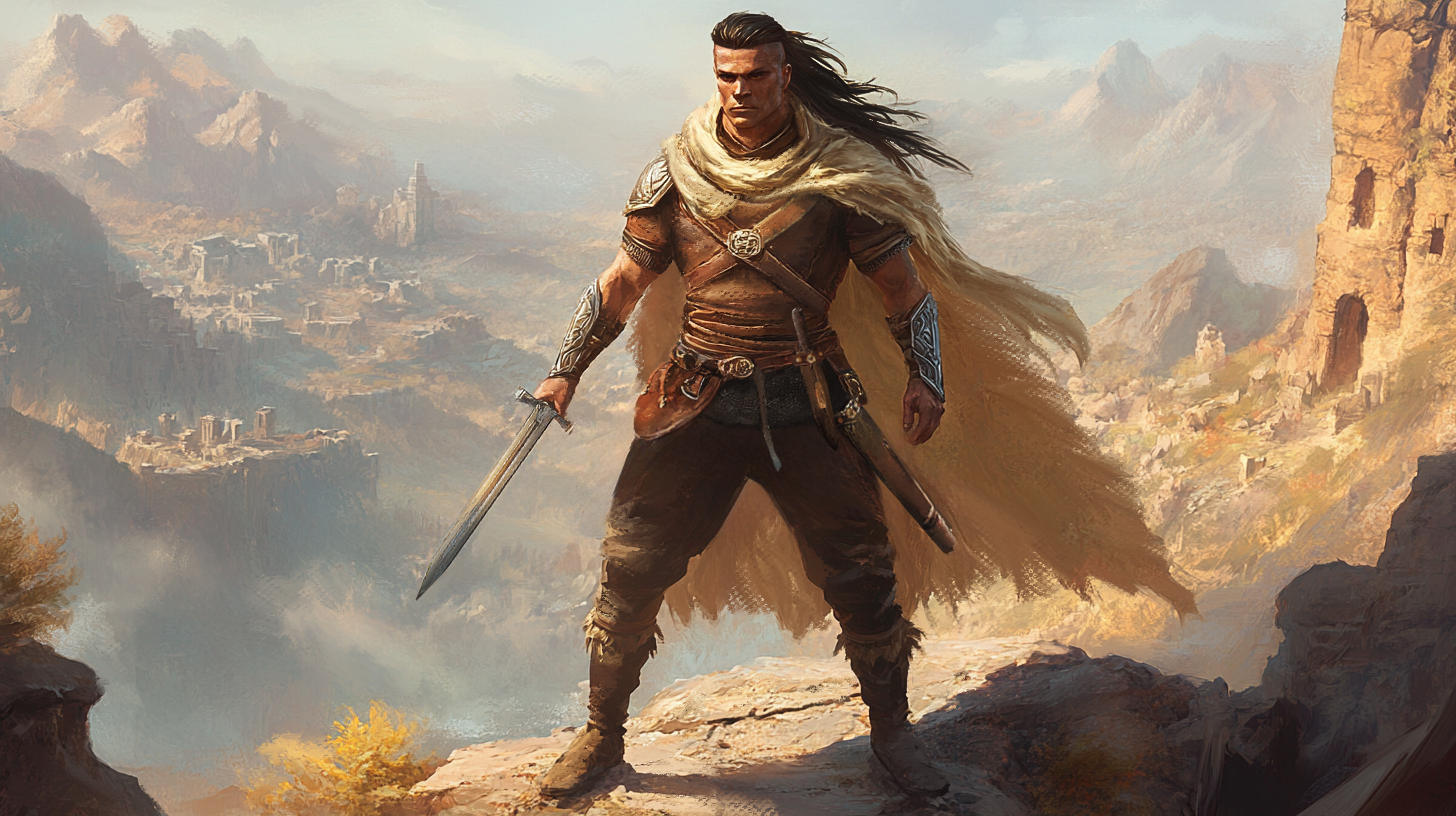

Зовнішність Конана описувалася Говардом часто і детально. Це високий м'язистий чоловік з довгим чорним волоссям і яскраво-синіми очима. Бороди і вусів Конан не носить. Конан володіє величезною фізичною силою і звірячою витривалістю, але при цьому доволі спритний. Привабливий для жінок, але і сам ласий до жіночої уваги (чим використовуються, щоб заманити його у пастку у оповіданні «Залізний демон»). Він добре володіє більшістю видів зброї, але найчастіше використовує меч або сокиру. Свій одяг Конан змінює залежно від поточного роду діяльності та клімату. Всупереч поширеним ілюстраціям, зокрема, Френка Фразетти і Луїса Ройо, в оповіданнях Говарда Конан з'являвся напівоголеним лише кілька разів.
Конан наділений здібностями природженого лідера і полководця. Швидко завойовує прихильність воїнів і здобуває перемоги, командуючи ними (але, як правило, Конану не вдається зберегти плодів своїх перемог). При цьому кімерієць майже не амбітний: будучи в підпорядкуванні у інших, він виконує їхні накази й легко залишає навіть перспективну службу, тільки-но вона йому набридне.
Незважаючи на варварське походження, в ході своїх мандрів Конан побував у найрізноманітніших куточках світу і придбав великі знання як щодо географії, так і укладу життя різних народів і рас, а також непогано вивчив людську психологію. Він знає всі основні мови Гайборії і вміє на них читати.
З дитинства Конан сповідував традиційну для кімерійців віру у войовничого бога Крома, ставлячись до інших релігій «з терпимістю, властивою варварам». Однак в пізній період він зізнавався в симпатії до культів Мітри та Асури (в оповіданні «Чорний Колос» бог Мітра сам вказує на Конана як на свого обранця для захисту королівства Горайя). У оповіданні «Фенікс на мечі», Епіметріус — легендарний засновник Аквілонії та жрець Мітри, надає Конану чародійний знак на меча і відмічає, що доля Конана — це доля Аквілонії. В оповіданні «Час дракона», саме жерці Асури допомагають Конану, коли його позбавили влади, позаяк він захищав цей культ від мітраїтів, а також від забобонних наклепів.
Конан не позбавлений расизму, характерного для Говарда (в посмертно опублікованій повісті «Скарби Транікоса» Конан рятує від піктів двох своїх ворогів, мотивуючи це тим, що не може дозволити кольоровим дикунам вбити гайборійців).

## Книжкова біографія

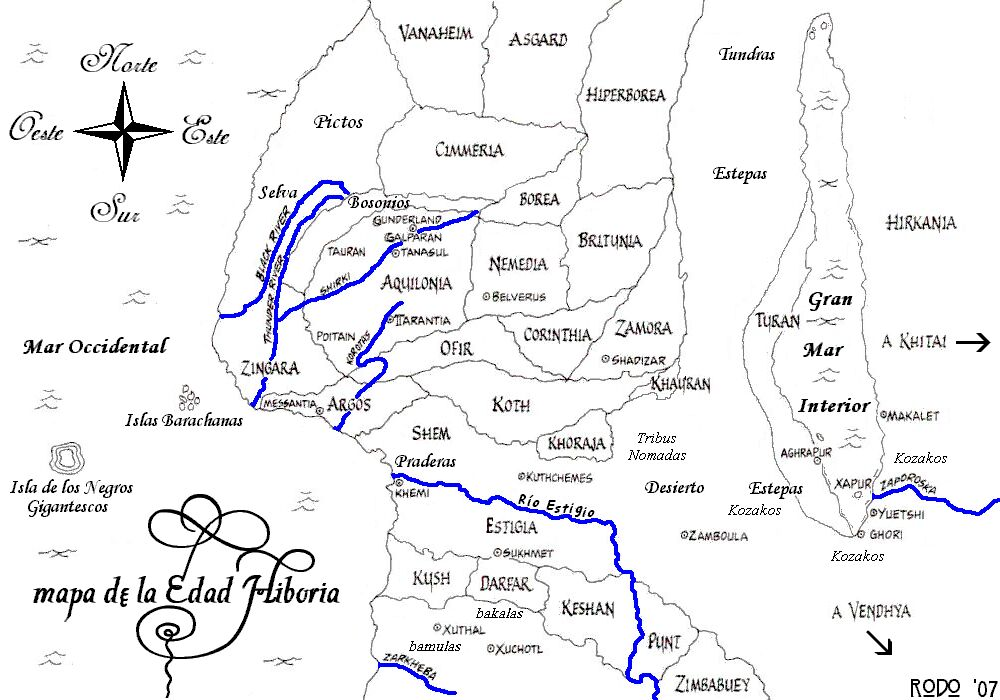
Мапа світу Хайборійської ери. На мапі присутні землі козаків на півдні на заході від моря Вілайет.

Конан — син кімерійського коваля, народжений під час бою. Брав участь в битвах з тих пір, як зміг тримати в руках меча, і в 14 років першим піднявся при штурмі на стіну фортеці Венаріум. Приблизно в 15 років потрапив у полон, але незабаром втік і вирушив у мандрівку по світу, лише ненадовго відвідавши Кімерію.
Під час своїх мандрів Конан приєднується до козаків — Говард дав таку назву кочовикам, які сформувалися зі злочинців, збіднілих людей, рабів-утікачів та солдатів-дезертирів. Ці люди, які згодом склали своєрідну націю і визнавали лише свої закони, стали доволі вагомою силою, яка загрожувала сусіднім державам. Козаки мали свою мову, а сама назва «козак» нею мала значення (залежно від перекладу книги): руйнівник, пропаща чи нікудишня людина (англ. wastrel). Самі козаки мешкали між внутрішнім морем Вілаєт та східними кордонами хайборійських держав, а також біля гірканських земель. Згадувані Говардом запорозькі козаки мали таку назву від назви річки Запорозка (англ. Zaporoska River), саме там мав військовий табір Конан. Під час подій оповідання «Залізний демон», Конан вже фігурує як гетьман (керівник) козаків.
| | \| "У широких степах між морем Вілайєт і межами самих східних хайборійських королівств в останній половині століття виникла нова раса, сформована спочатку зі злочинців, що втекли: банкрутів, рабів-утікачів і солдат-дезертирів. Це були люди, які заплямували себе численними злочинами в багатьох країнах, народжені в степах або втекли з західних королівств. Вони звалися козаками, що значить «руйнівник». Живучи в диких відкритих степах, не маючи ніякого закону, крім свого власного кодексу, вони стали силою, здатною кинути виклик навіть великому монархові." \| Оригінальний текст (англ.) "On the broad steppes between the Sea of Vilayet and the borders of the easternmost Hyborian kingdoms, a new race had sprung up in the past half-century, formed originally of fleeing criminals, broken men, escaped slaves, and deserting soldiers. They were men of many crimes and countries, some born on the steppes, some fleeing from the kingdoms in the west. They were called kozak, which means wastrel. Dwelling on the wild, open steppes, owning no law but their own peculiar code, they had become a people capable even of defying the Grand Monarch." |
| "У широких степах між морем Вілайєт і межами самих східних хайборійських королівств в останній половині століття виникла нова раса, сформована спочатку зі злочинців, що втекли: банкрутів, рабів-утікачів і солдат-дезертирів. Це були люди, які заплямували себе численними злочинами в багатьох країнах, народжені в степах або втекли з західних королівств. Вони звалися козаками, що значить «руйнівник». Живучи в диких відкритих степах, не маючи ніякого закону, крім свого власного кодексу, вони стали силою, здатною кинути виклик навіть великому монархові." | |

|                              | \| "Я – Конан, гетьман козаків" \| Оригінальний текст (англ.) "I am Conan, a hetman among the kozaks" |
| "Я – Конан, гетьман козаків" | |

Козаки заповзято ворогували з імперією Туран. У оповіданні «Тіні в місячному світлі», описується як козаки серед яких був Конан, були розбиті туранськими військами на річці Іллбар. Також у оповіданні «Дорога орлів» розповідається як туранський генерал Артабан руйнує піратський табір на річці Запорозка, поки пірати пішли на допомогу запорозьким козакам у їх боротьбі з гірканськими кочівниками.
Кілька років Конан був піратом, прославившись серед жителів Чорних королівств як Амра (мовою чорного населення «Лев»).
Після загибелі його супутниці Баліт і команди зійшов на берег та став найманцем. Служив спершу під керівництвом принца Амальріка, незабаром сам став воєначальником, часто змінюючи господарів.
Під час подій пов'язаних з тимчасовою узурпацією трону відьмою Саломією, її сестри-близнючки королеви Хаурана Тараміс (події оповідання «Відьма має народитися»), Конана, капітана гвардії, присуджують до розп'яття. Але врятований запорозьким авантюристом Ольгердом Владиславом, Конан пристає до кочівників. Хоч повернена до трону Тараміс, пропонує кімерійцю знову стати капітаном королівської гвардії, він вирішує продовжити своє життя вже як вождь кочівників — зуагірів.
Ворогував з королівством Туран. Пізніше люди Конана були розбиті військами короля Йездігерда і їх керманич деякий час блукає по південних землях у пошуках скарбів.
Повернувшись на північ, Конан завербувався в армію Аквілонії, де борючись проти піктів досяг успіху, швидко дослужившись до генерала. Король Нумедідес, побоюючись його зростаючої популярності, кинув кімерійця до в'язниці Залізна Вежа. Конан біжить з ув'язнення, щоб згодом разом з бароном Троцеро очолити заколот, який скінчується поваленням і вбивством Нумедідеса. Після цього варвара коронують як Конана I. Конан правив Аквілонією до старості, незважаючи на численні замахи і змови.

## Бібліографія

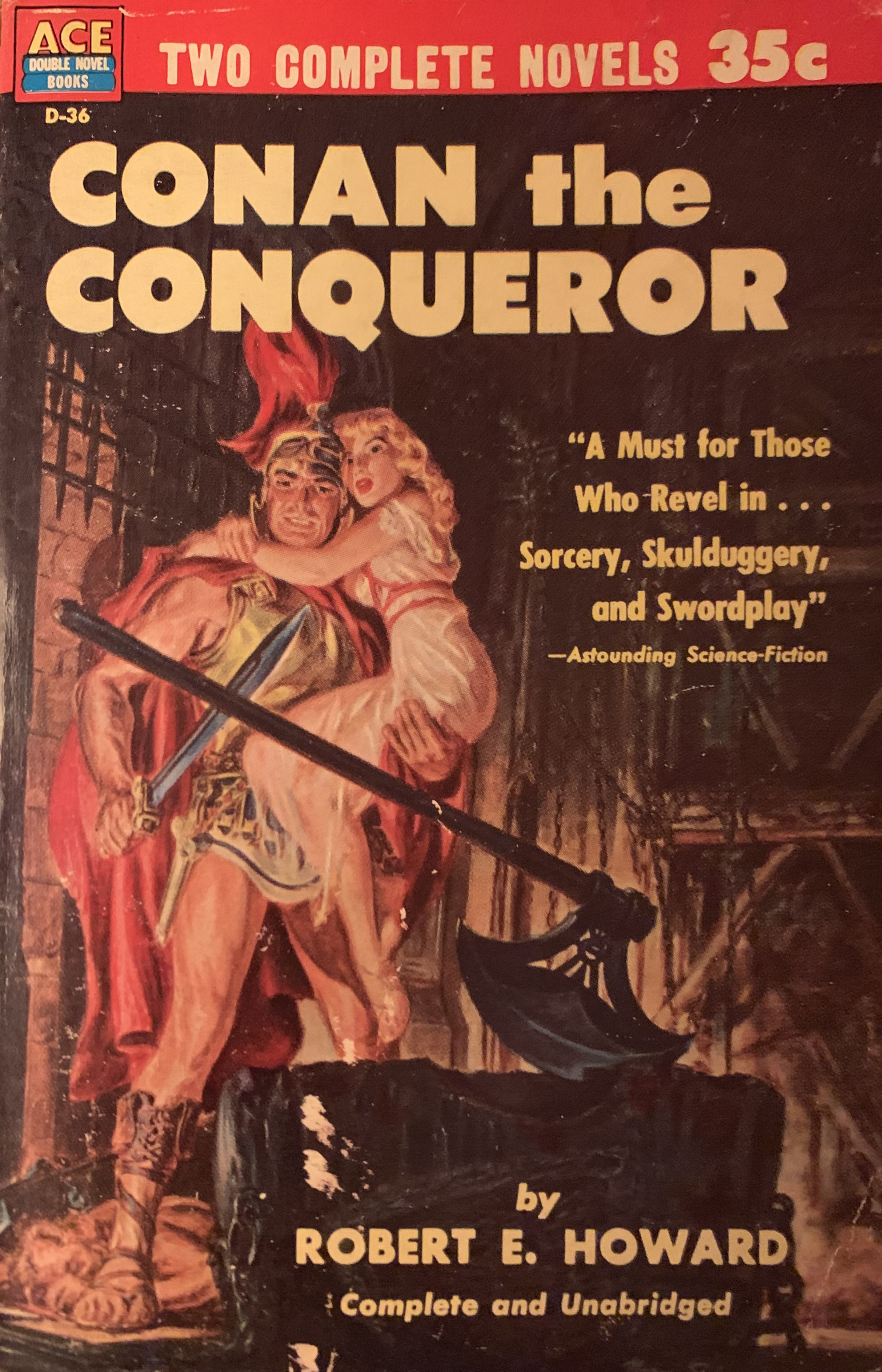
На обкладинці журналу «Ace double» 1953 р.

### Прижиттєві твори Роберта Говарда
1. Фенікс на мечі (англ. The Phoenix on the Sword, 1932) — перероблено з оповідання «Цією сокирою я буду правити!» про Кулла.
2. Ясно-червона Цитадель (англ. The Scarlet Citadel, 1933)
3. Вежа Слона (англ. The Tower of the Elephant, 1933)
4. Чорний колос (англ. Black Colossus, 1933)
5. Повзуча тінь (англ. The Slithering Shadow, 1933)
6. Вир чорних дияволів (англ. The Pool of the Black One, 1933)
7. У домі лише негідники (англ. Rogues in the House, 1934)
8. Тіні в місячному світлі (англ. Shadows in the Moonlight, 1934)
9. Сталевий демон (англ. The Devil in Iron, 1934)
10. Королева Чорного узбережжя (англ. Queen of the Black Coast, 1934)
11. Люди Чорного Кола (англ. The People of the Black Circle, 1934)
12. …Вродиться відьма! (англ. A Witch Shall Be Born, 1934)
13. Скарби Гвалура (англ. Jewels of Gwahlur, 1935)
14. По той бік Чорної ріки (англ. Beyond the Black River, 1935)
15. Примари Замбули (англ. Shadows in Zamboula, 1935)
16. Час дракона (англ. Hour of the Dragon, 1935)
17. Хайборійська Ера (англ. The Hyborean Age, 1936) — есе з описом початку і кінця Хайборійської Ери
18. Червоноголові цвяхи (англ. Red Nails, 1936)

### Посмертно видані твори Роберта Говарда

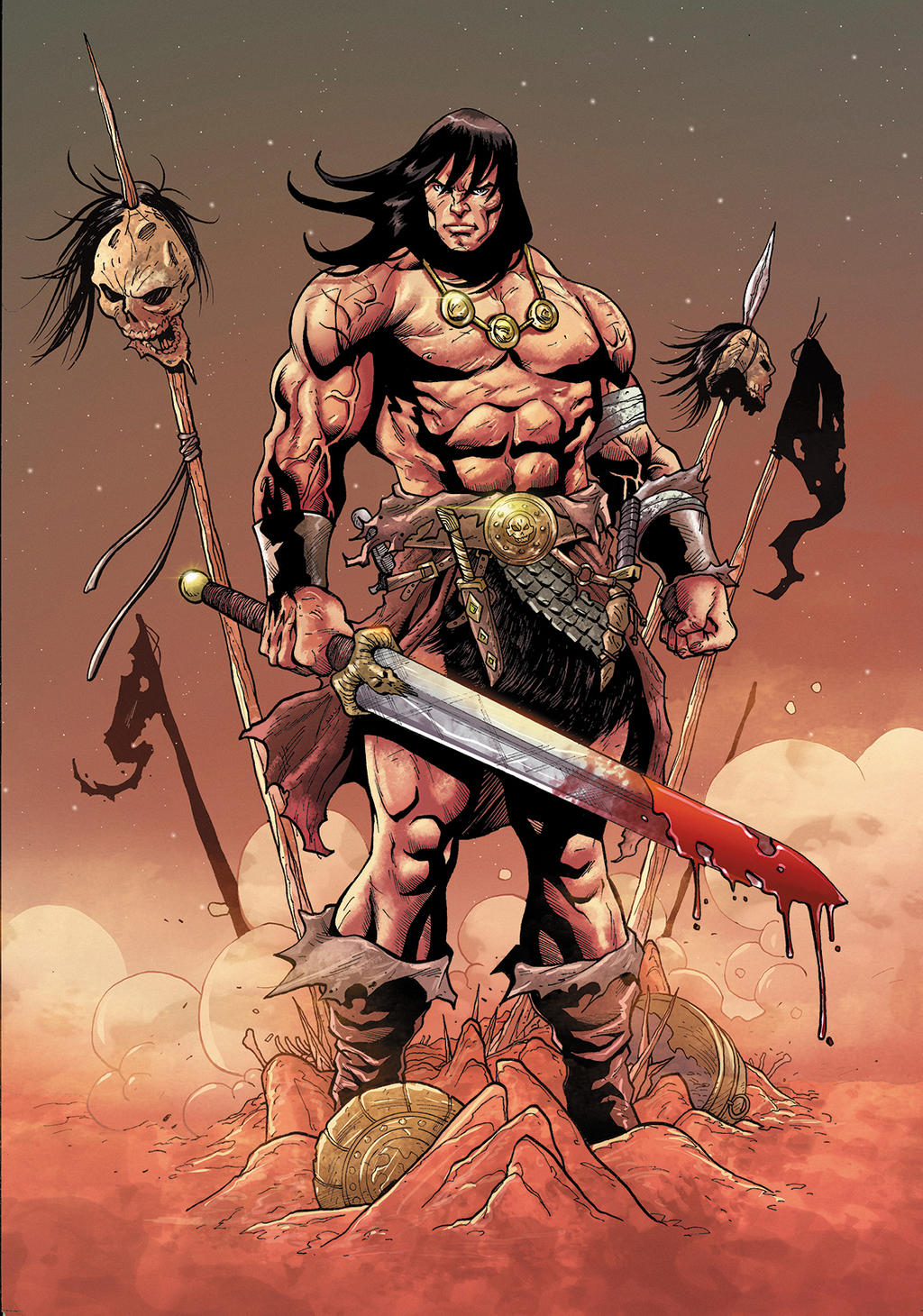

Доопрацьовані твори і книги за мотивами, опубліковані та видані посмертно «у співавторстві» з Говардом:
- Бог у чаші (англ. The God in the Bowl, 1952) — змінено Л. Спрег де Кемпом
- Донька крижаного гіганта (англ. The Frost Giant's Daughter, 1953) — перероблено з оповідання «Боги півночі» (англ. Gods of the North) Л. Спрег де Кемпом
- Скарби Транікоса (англ. The Treasure of Tranicos, 1953) — співавтор: Л. Спрег де Кемп (авторська назва «Чорний чужинець»)
- Барабани Томбалку (англ. Drums of Tombalku, 1955)
- Закривавлене божество (англ. The Blood-Stained God, 1955) — перероблено Л. Спрег де Кемпом
- Дорога орлів (англ. The Road of the Eagles, 1955) — перероблено Л. Спрег де Кемпом
- Кинджали Джезмі (англ. The Flame Knife, 1955) — перероблено Л. Спрег де Кемпом
- Яструби над Шемом (англ. Hawks over Shem, 1955) — перероблено Л. Спрег де Кемпом
- Долина зниклих жінок (англ. The Vale of Lost Women, 1967)
- В залі мерців (англ. The Hall of the Dead, 1967) — співавтор: Л. Спрег де Кемпом
- Рука Нергала (англ. The Hand of Nergal, 1967) — співавтор: Лін Картер
- Вовки по той бік кордону (англ. Wolves Beyond the Border, 1967) — співавтор: Л. Спрег де Кемп (єдиний твір, де Конан не головний герой, а тільки згадується)
- Рило у темряві (англ. The Snout in the Dark, 1969) — співавтори: Л. Спрег де Камп, Лін Картер

### Оригінальні твори про Конана-варвара інших літераторів
Лайон Спрег де Кемп і Лін Картер:
- Повернення Конана (англ. The Return of Conan, 1957) — автори: Л. Спрег де Камп, Б. Ніберг
- Конан-корсар (англ. Conan the Buccaneer, 1966)
- Тварюка в склепі (англ. Thing in the Crypt, 1967)
- Місто черепів (англ. The City of Skulls, 1967)
- Прокляття моноліту (англ. The Curse of the Monolith, 1968)
- Чорні сльози (англ. Black Tears, 1968)
- Конан-островитянин (англ. Conan of the Isles, 1968)
- Лігво крижаного хробака (англ. The Lair of the Ice Worm, 1969)
- Замок страху (англ. The Castle of Terror, 1969)
- Відьми туману (англ. The Witches of the Mists, 1972)
- Чорний сфінкс Нептху (англ. Black Sphinx of Nebthu, 1973)
- Червоний місяць Зембабве (англ. Red Moon of Zembabwei, 1974)
- Тіні в черепах (англ. Shadows in the Skulls, 1975)
- Легіони смерті (англ. Legions of the Dead, 1978)
- Народ вершин (англ. The People of the Summit, 1978)
- Тіні в темряві (англ. Shadows in the Dark, 1978)
- Зірка Хорали (англ. The Star of Khorala, 1978) — автори: Л. Спрег де Кемп, Б. Ніберг
- Самоцвіт у башті (англ. The Gem in the Tower, 1978)
- Богиня зі слонової кістки (англ. The Ivory Goddess, 1978)
- Кривавий місяць (англ. Moon of Blood, 1978)
- Конан-визволитель (англ. Conan the Liberator, 1979)
- Конан і павучий бог (англ. Conan and the Spider God, 1980) — автор: Л. Спрег де Кемп
- Конан-варвар (англ. Conan the Barbarian, 1982) — новеллізація однойменного фільму

Ендрю Оффут:
- Конан і чаклун (англ. Conan and the Sorcerer, 1978)
- Меч Скелоса (англ. The Sword of Skelos, 1979)
- Конан-найманець (англ. Conan the Mercenary, 1980)

Карл Едвард Вагнер
- Дорога Королів (англ. The Road of Kings, 1979)

Пол Андерсон:
- Конан-бунтівник (англ. Conan the Rebel, 1980)

Роберт Джордан:
- Конан-захисник (англ. Conan the Defender, 1982)
- Конан невразливий (англ. Conan the Invincible, 1982)
- Конан нездоланий (англ. Conan the Unconquered, 1983)
- Конан-тріумфатор (англ. Conan the Triumphant, 1983)
- Конан неперевершений (англ. Conan the Magnificent, 1984)
- Конан-переможець (англ. Conan the Victorious, 1984)
- Конан-руйнівник (англ. Conan the Destroyer, 1984) — новелізація фільму «Конан-руйнівник»

Джон Меддокс Робертс:
- Конан доблесний (англ. Conan the Valorous, 1985)
- Конан-чемпіон (англ. Conan the Champion, 1987)
- Конан-розбишака (англ. Conan the Marauder, 1988)
- Конан безстрашний (англ. Conan the Bold, 1989)
- Конан-крутій (англ. Conan the Rogue, 1991)
- Конан-людолов (англ. Conan and the Manhunters, 1994)
- Конан і скарби Пифона (англ. Conan and the Treasure of Python, 1994)
- Конан і амазонка (англ. Conan and the Amazon, 1995)

Стів Перрі:
- Конан безстрашний (англ. Conan the Fearless, 1986)
- Конан-зухвалець (англ. Conan the Defiant, 1987)
- Конан нестримний (англ. Conan the Indomitable, 1989)
- Конан-фрилансер (англ. Conan the Free Lance, 1990)
- Конан грізний (англ. Conan the Formidable, 1990)

Леонард Карпентер:
- Конан-відступник (англ. Conan the Renegade, 1986)
- Конан-нальотчик (англ. Conan the Raider, 1986)
- Конан-полководець (англ. Conan the Warlord, 1988)
- Конан-герой (англ. Conan the Hero, 1989)
- Конан Великий (англ. Conan the Great, 1989)
- Конан-вигнанець (англ. Conan the Outcast, 1991)
- Конан-дикун (англ. Conan the Savage, 1992)
- Конан з Червоного братства (англ. Conan of the Red Brotherhood, 1993)
- Конан, бич Кривавого узбережжя (англ. Conan, Scourge of the Bloody Coast, 1994)
- Конан-гладіатор (англ. Conan the Gladiator, 1995)
- Конан, володар Чорної річки (англ. Conan, Lord of the Black River,1996)

Юрай Червенак:
- Конан і стіни Гіртну (чеськ. Conan a stíny Hyrthu, 1994, під псевдонімом Джордж Каллаган)
- Безжальний Конан (чеськ. Conan nelítostný, 2000, під псевдонімом Торлейф Ларссен)
- Конан і святиня демона (чеськ. Conan a svatyně démonů, 2002, під псевдонімом Торлейф Ларссен)
- Конан і дванадцять брам пекла (чеськ. Conan a dvanáct bran pekla, 2004, під псевдонімом Торлейф Ларссен)

## Видання українською
У 2005 році деякі з творів про Конана вийшли українською у збірці «Конан. Варвар із Кімерії» видавництва «Школа». До збірки увійшли новели:
- Гіборійська ера. Пролог
- Вежа Слона
- У домі лише негідники
- Донька крижаного гіганта
- Королева Чорного Узбережжя
- Сталевий демон
- «…Вродиться відьма!»
- Примари Замбули
- Люди Чорного Кола
- Повзуча тінь
- Червоноголові цвяхи
- По той бік Чорної Річки
- Фенікс на мечі
- Ясно-червона Цитадель
- Гіборійська ера. Епілог

У 2021 році «Фаеркло Україна» публікує комікс «Конан-варвар. Життя та смерть Конана».
У 2025 видавництво «Фоліо» розпочинає публікацію циклу про Конана в рамках серії «Зарубіжні авторські зібрання»: 
- у перший том циклу про Конана ввійшли новели «Вежа слона», «Фенікс на мечі», «Багряна цитадель», «Чорний колос», «Тінь, що повзе». 
- у другий том ввійшли новели «Вир чорних демонів», «Негідники в оселі», «Тіні в місячному сяйві», «Залізний диявол», «Королева Чорного берега». 
- у третій том - новели «Люди Чорного кола», «Вродиться відьма», «Скарби Ґвалура». 
- у четвертий том циклу про Конана увійшов  роман «Година дракона».

## Екранізації і ігри

### Художні фільми
В 1982 і 1984 роках про Конана були зняті два фільми, завдяки виконанню головної ролі в яких прославився Арнольд Шварценеггер:
- Конан-варвар
- Конан-руйнівник

Обидва фільми не є екранізацією будь-яких конкретних книг, а мають повністю нові, самостійні сценарії, хоча і використовують деякі ідеї і сцени з творів Говарда і деяких інших книг. Згідно стрічці «Конан-руйнівник» Роберт Джордан пізніше написав його новеллізацію, яку назвав «Ріг Дагота». Третім, завершальним фільмом повинен був стати «Конан-завойовник» (англ. Conan the Conqueror), заснований на повісті Говарда «Час Дракона», де Конан стає королем Аквілонії. Однак Шварценеггер відмовився брати участь в цьому фільмі, а обраний замість нього Кевін Сорбо не хотів грати чужу роль. Внаслідок цього задумана трилогія залишилася незавершеною. Сценарій переробили, змінивши Конана на іншого героя Говарда — Кулла з Атлантиди, а стрічку назвали «Кулл-завойовник» (1997).
У 2011 році була знята ще одна версія «Конана-варвара» від режисера Маркуса Ніспела, де у головній ролі знявся актор Джейсон Момоа.
Про Конана також знятий телесеріал з Ральфом Мюллером в головній ролі. Готується до виходу повнометражний мультиплікаційний фільм «Червоні цвяхи», за однойменною повістю Роберта Говарда.
До виходу також готувався новий фільм про Конана з Арнольдом Шварценеггером у головній ролі — «Легенда про Конана» (англ. The Legend of Conan), однак у квітні 2017 року проект був закритий через можливі проблем з бюджетом.

### Мультсеріали
- «Конан — шукач пригод» (англ. Conan the Adventurer) — американський мультиплікаційний серіал на базі створеного Говардом в 1930 році літературного персонажа Конана-варвара (1992—1993; 65 епізодів)
- «Конан і молоді воїни» (англ. Conan and the Young Warriors) — спін-оф мультсеріалу «Пригоди Конана –варвара» (1994 рік; 13 епізодів).

### Відеоігри
- Conan the Cimmerian (1991).
- Conan (2004).
- Conan (2007).
- Онлайнова рольова гра 2008 Age of Conan: Hyborian Adventures (додаток: Age of Conan: Rise of the Godslayer).
- Онлайнова рольова гра 2017 року Conan Exiles.

Компанії Paradox Interactive і Digital Development Management збираються створити нову відеогру про Конана.

## Вплив
Конан став одним із найвпливовіших персонажів західної популярної культури, поєднавши риси одинака, бійця, мандрівника та прагматика. Він справив визначальний вплив на піджанр «меча та магії», зокрема не стільки своїми якостями, як тим, у якому середовищі він здійснює подвиги — на фронтирі (десь «за обрієм»), де звичайний світ виразно поєднується з незвичайним і потребує героя для впорядкування.
Популярність Конана багато в чому зумовлена засиллям кримінальної фантастики в 1920-40-і роки, що якісно виділяло Конана на фоні інших персонажів. Якщо стереотипний герой здійснює подвиги задля певної ідеї, то Конан більш прагматичний (а тому реалістичніший): він прагне грошей, вина, жінок, влади, а іноді й помсти. Конан не цурався погроз і вбивств незнайомців, але також уособлював вірність друзям і власному слову.